# خوسيه لويس زيرتوتشي
خوسيه لويس زيرتوتشي (بالإسبانية: José Luis Zertuche)‏ مواليد 7 مايو 1973 في ولاية غواناخواتو، المكسيك، هو ملاكم محترف مكسيكي يصنف ضمن فئة الوزن المتوسط.

## إحصائيات
خاض خلال مسيرته 30 نزالا، فاز في 26 وتعادل في 3 وخسر في 6. فاز بالضربة القاضية في 13 نزالا.

## روابط خارجية
- خوسيه لويس زيرتوتشي على موقع بوكس ريك (الإنجليزية) (registration required)
- خوسيه لويس زيرتوتشي على موقع أوليمبيديا (الإنجليزية)